# Верхня Рожанка
Ве́рхня Рожа́нка — село в Україні, у Стрийському районі Львівської області. Населення становить понад тисячу осіб.

## Географія
На сході від села бере початок струмок Солотвинець.
У селі річка Крем'янка впадає у Рожанку.

## Населення
Згідно з переписом УРСР 1989 року чисельність наявного населення села становила 1034 особи, з яких 528 чоловіків та 506 жінок.
За переписом населення України 2001 року в селі мешкали 1132 особи.

### Мова
Розподіл населення за рідною мовою за даними перепису 2001 року:
| Мова       | Відсоток |
| ---------- | -------- |
| українська | 99,65 %  |
| російська  | 0,35 %   |

## Релігійні споруди
- Церква Зіслання Святого Духа 1804 р.;
- Дзвіниця церкви Св. Духа (дер.) 1877 р.

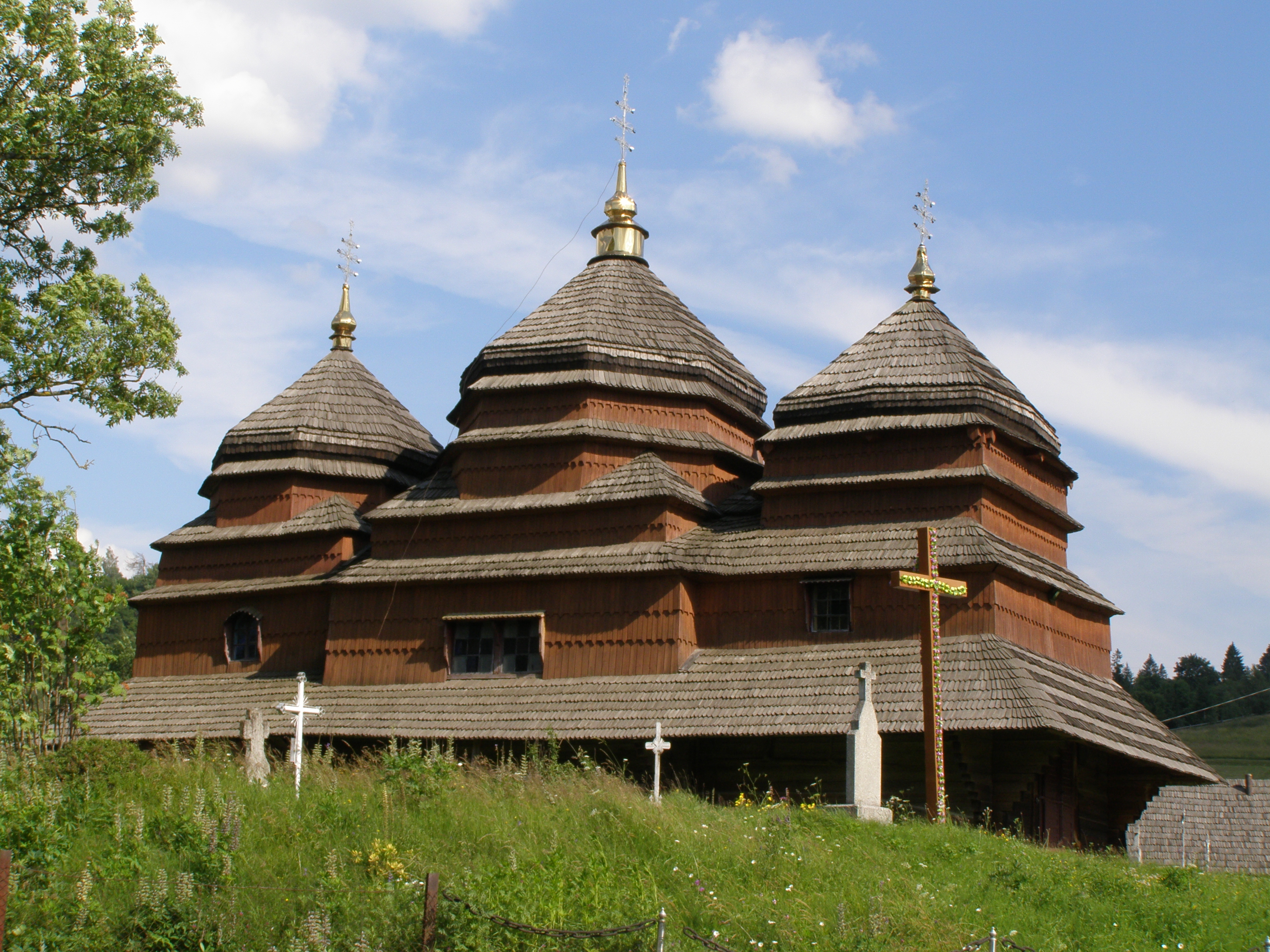
Церква Зіслання Святого Духа (1804).
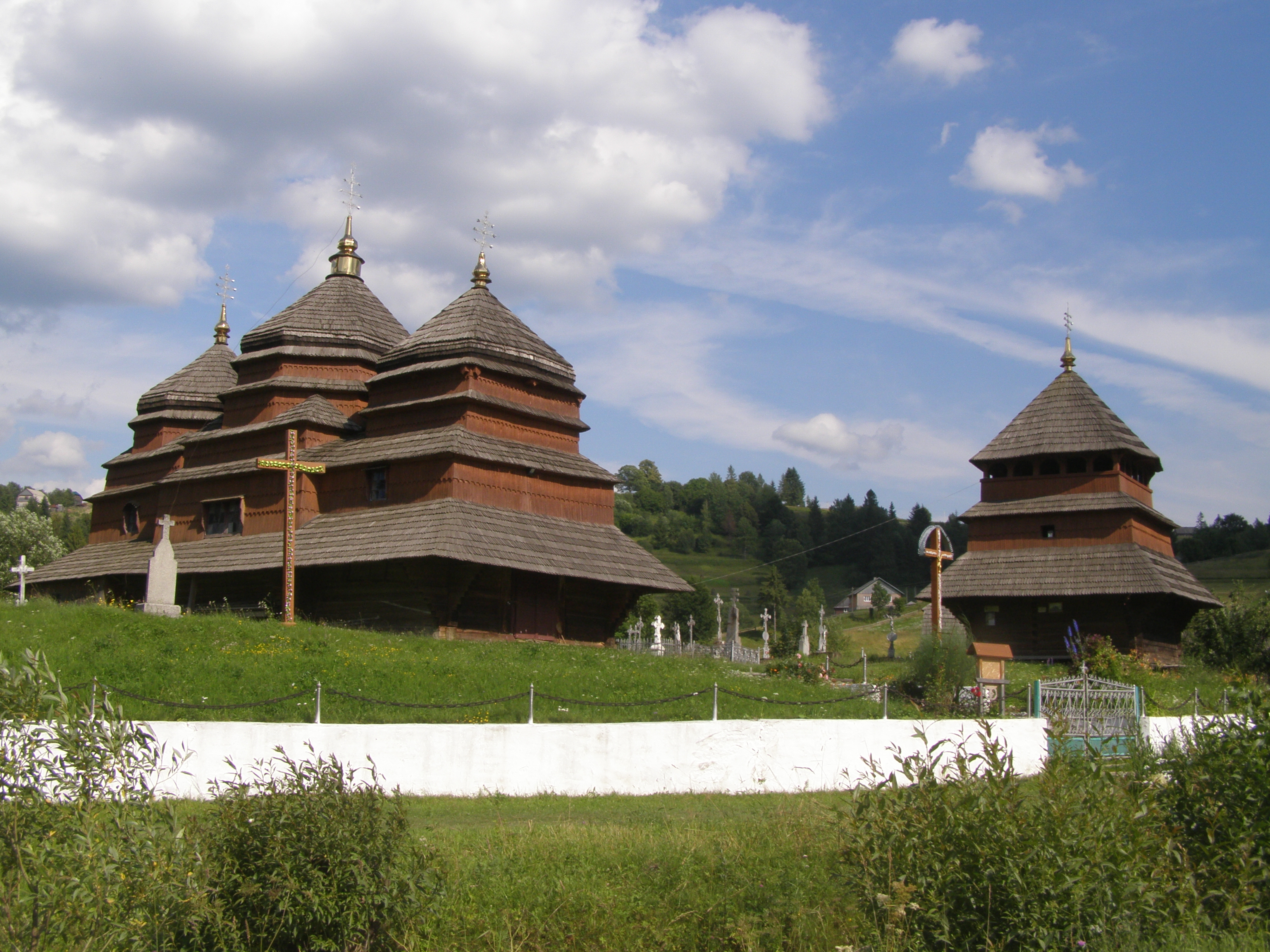
Церква Зіслання Святого Духа (1804) і дзвіниця.

## Пам'ятки природи
- Обнога — заповідне урочище (лісове) місцевого значення.

## Відомі особистості
- Сокіл Ганна Петрівна (* 1956) — українська фольклористка.